# Ceceljevke
Ceceljevke (lat. Oxalidaceae nom. cons.), biljna porodica koja je dobila ime po rodu cecelja. Rod cecelj (Oxalis) zastupljen je od jednogodišnjeg raslinja, trajnica, polugrmova i vazdazelenih grmova. drgi također poznati rod je drvo krastavac ili averhoa (Averrhoa), kojemu pripada četiri vrste drveta. Ukupan broj vrsta u porodici (po jednom izvoru) je preko 600 u pet rodova

## Opis
Oxalidaceae ili porodica ceceljevki, sastoji se od šest rodova i 770 vrsta koje karakteriziraju složeni listovi s listićima zadebljale baze (pulvini). Mnoge vrste pokazuju kretanje zatvaranjem lišća ili listića noću ili po lošem vremenu. Oksalna kiselina se nakuplja u biljkama, dajući im njihov karakterističan kiselkast okus. Većina pripadnika Oxalidaceae nalazi se u tropskim regijama, ali neki su domaći ili čak zakorovljeni u umjerenim regijama. Najveći rod je Oxalis, s više od 700 vrsta biljaka diljem svijeta, a slijedi ga Biophytum, s oko 50 vrsta biljaka ili malih grmova. Averrhoa je rod tropskog drveća sa samo dvije vrste; A. carambola (“zvjezdasto voće”) uzgaja se zbog jestivih kiselih, rebrastih plodova. Brojne vrste Oxalis uzgajaju se kao ukrasne biljke (njihovo lišće podsjeća na djeteline), a O. corniculata sa žutim cvjetovima često se nalazi u staklenicima. Oxalis tuberosa (oca) se uzgaja u Andama zbog jestivih gomolja; O. pes-caprae također ima gomolje koji se mogu koristiti kao povrće, iako se biljka u mnogim dijelovima svijeta smatra korovskim štetnikom.

## Rodovi
1. Familia Oxalidaceae R.Br. (637 spp.)
  1. Sarcotheca Blume (12 spp.)
  2. Dapania Korth. (3 spp.)
  3. Averrhoa L. (4 spp.)
  4. Biophytum DC. (76 spp.)
  5. Oxalis L. (542 spp.)